# Tháng 6 năm 2012
Tháng 6 năm 2012 bắt đầu vào Thứ Sáu và kết thúc sau 30 ngày vào Thứ Bảy.

## Chủ đề:Thời sự
| << Tháng 6 năm 2012 >> |    |    |    |    |    |    |
| CN                     | T2 | T3 | T4 | T5 | T6 | T7 |
|                        |    |    |    |    | 1  | 2  |
| 3                      | 4  | 5  | 6  | 7  | 8  | 9  |
| 10                     | 11 | 12 | 13 | 14 | 15 | 16 |
| 17                     | 18 | 19 | 20 | 21 | 22 | 23 |
| 24                     | 25 | 26 | 27 | 28 | 29 | 30 |
|                        |    |    |    |    |    |    |

| Giới thiệu trang này |

| Sự kiện đang tiếp diễn                                                     |
| -------------------------------------------------------------------------- |
| - Đại Suy thoái - Khủng hoảng nợ công châu Âu - Khủng hoảng kinh tế Hy Lạp |

| Mới mất |
| --- |
| Tháng 6 - 30: Yitzhak Shamir - 27: Rosemary Dobson - 26: Nora Ephron - 23: Alan McDonald - 21: Anna Schwartz - 20: Judy Agnew - 20: LeRoy Neiman - 20: Andrew Sarris - 19: Richard Lynch - 19: Victor Spinetti - 18: Brian Hibbard - 18: Tom Maynard - 17: Rodney King - 16: Nayef bin Abdul-Aziz Al Saud - 16: Susan Tyrrell - 14: Gitta Sereny - 13: Graeme Bell - 13: Roger Garaudy - 13: William Standish Knowles - 12: Henry Hill - 12: Elinor Ostrom - 12: Frank Walker - 11: Ann Rutherford - 11: Teófilo Stevenson - 10: George Saitoti - 10: Eugene Selznick - 10: Gordon West - 9: Georges Sarri - 8: Frank Cady - 6: Manuel Preciado Rebolledo - 6: Prince Tomohito of Mikasa - 5: Ray Bradbury - 5: Mihai Pătraşcu - 5: Athinodoros Prousalis - 5: Charlie Sutton - 5: Barry Unsworth - 4: Abu Yahya al-Libi - 4: Pedro Borbón - 4: Eduard Khil - 3: Roy Salvadori - 3: Brian Talboys - 2: Richard Dawson - 2: LeRoy Ellis - 2: Kathryn Joosten - 1: Pádraig Faulkner - 1: Brahmeshwar Singh |

| Xung đột tiếp diễn |
| --- |
| - Chiến tranh chống khủng bố - Hải tặc Somalia - Xung đột Ả Rập-Israel - Yemen trấn áp al-Qaeda - Chiến tranh Afghanistan - Bạo loạn ở miền Nam Thái Lan - Tranh chấp chủ quyền Biển Đông - Xung đột biên giới Campuchia–Thái Lan - Chiến tranh ma túy Mexico - Xung đột nội bộ tại Peru |

| sửa thanh bên |
|               |